# Lenny Williams
Lenny Williams, all'anagrafe Leonard Charles Williams (Little Rock, 6 febbraio 1945), è un cantante statunitense, noto per essere stato il cantante della band Tower of Power dal 1972 al 1974, oltre che per la sua carriera da solista.

## Biografia
Lenny Williams firma il suo primo contratto discografico nel 1969.
Il primo singolo pubblicato è Lisa's Gone.
Nel 1972 entra a far parte dei Tower of Power, sostituendo il cantante Rick Stevens.
Lascia il gruppo nel 1975 per continuare la sua carriera da solista.
Nel 1974 pubblica il suo primo album solista, l'omonimo Lenny Williams.
Il primo album di successo è tuttavia Choosing You, del 1977, seguito l'anno dopo da Spark of Love, che ottiene il disco disco d'oro negli Stati Uniti.
Il 31 luglio 2012 pubblica l'album Still in the Game.

## Discografia parziale
- 1974 - Lenny Williams
- 1975 - Rise Sleeping Beauty
- 1977 - Choosing You
- 1978 - Spark of Love
- 1979 - Love Current
- 1986 - New Episode
- 1990 - Layin' in Wait
- 1996 - Here's to the Lady
- 2000 - Love Therapy
- 2004 - My Way
- 2007 - It Must Be Love
- 2009 - Unfinished Business
- 2012 - Still in the Game